# کارلوس کانو (بازیکن فوتبال)
کارلوس کانو (انگلیسی: Carlos Cano؛ زادهٔ ۱۷ دسامبر ۱۹۶۹) بازیکن فوتبال اهل اسپانیا است.
از باشگاه‌هایی که در آن بازی کرده‌است می‌توان به باشگاه فوتبال سلتاویگو اشاره کرد.